# Mur de la vergonya
"Mur de la Vergonya" és originalment un terme usat pels polítics occidentals i els mitjans de comunicació per referir-se al Mur de Berlín, i en general un terme negatiu per a una barrera de separació que, en opinió dels que utilitzen el terme, porta la vergonya als constructors o a d'altres. En alguns casos, són les circumstàncies de la construcció del mur o la seva finalitat la que s'assenyala com a deshonrosa. En altres casos, una col·lecció de fotografies o noms es fixa a la paret, amb la finalitat d'avergonyir als que s'assenyalen allà, o les accions o situacions representats o descrites. El terme també pot ser usat per referir-se a una col·lecció publicada de noms o fotografies (com les columnes dels diaris o pàgines web) que segueixen aquesta convenció.

## Ús original del terme
El terme va ser utilitzat per primera vegada en referència al Mur de Berlín, que separava Berlín Oriental de Berlín Oest. El 1961 el govern de l'Alemanya de l'Est anomenà el mur erigit com el "mur de protecció antifeixista", una part de la frontera interalemanya; molts berlinesos, però, el van anomenar "Schandmauer" ("Mur de la Vergonya"). Fora d'Alemanya va aparèixer per primera vegada com a "mur de la vergonya", en un article de portada publicat per la revista Time el 1962, i el President dels Estats Units John F. Kennedy usà el terme en el seu missatge anual al Congrés dels Estats Units en el Discurs de l'Estat de la Unió, 14 de gener del 1963.

## Altres usos
Algunes persones s'han referit a altres murs, tanques i barreres d'aquesta manera, a saber:
- Les tanques espanyoles de Ceuta i Melilla; per Christophe Nonnenmacher a "Europe&Us"[3] the International News Service (Loyalist College, Canada)[4] J. E. S. Fawcett a International Affairs[5]
- El Mur marroquí al Sàhara Occidental[6]
- La Línia Verda a Xipre, que separa les parts grega i turca de l'illa, després dels esdeveniments de 1974
- Les Línies de la pau que separen els barris nacionalistes i unionistes a Belfast
- Mur de Cisjordània[7]
- Mur fronterer EUA-Mèxic
- El 1998, l'UNIFEM organitzà una exposició fotogràfica a les Nacions Unides que contrastava el "mur de la vergonya", centrant-se en difícil situació de les dones i el patiment, amb un "mur de l'esperança" que mostrava iniciatives per posar fi a la violència contra les dones.[8]
- Un mur, presumptament construït per amagar la realitat de la pobresa de la República Dominicana als dignataris estrangers i als turistes que visiten l'illa, és conegut per tothom com a "Muro de la Vergüenza".[9]
- Un diari acadèmic de M. Lachance (Universitat de York) parla sobre el "mur de la vergonya" del Quebec.[10]